# Brough of Deerness
Brough of Deerness är en udde i Storbritannien.   Den ligger i kommunen Orkneyöarna och riksdelen Skottland, i den norra delen av landet, 800 km norr om huvudstaden London.
Terrängen inåt land är platt. Havet är nära Brough of Deerness åt nordost.  Närmaste större samhälle är Kirkwall, 14,9 km väster om Brough of Deerness. 